# Eoperipatus
Eoperipatus es un género de invertebrado de la familia Peripatidae.

## Especies
Contiene las siguientes especie:
- Eoperipatus horsti Evans, 1901
- Eoperipatus butleri Evans, 1901
- Eoperipatus sumatranus (Sedgwick, 1888)
- Eoperipatus weldoni Evans, 1901
- Eoperipatus totoro Oliveira Et al., 2013[1]
- Eoperipatus sp.1 (undescribed, encontrado en Tailandia)[1]
- Eoperipatus sp.2 (undescribed, encontrado en Vietnam del norte)[1]
- Eoperipatus sp.3 (undescribed, encontrado en Laos)[2]